# برایان رید
برایان رید (انگلیسی: Brianne Reed؛ زادهٔ ۲ مهٔ ۱۹۹۴) بازیکن فوتبال اهل ایالات متحده آمریکا است.
از باشگاه‌هایی که در آن بازی کرده‌است می‌توان به اف سی کانزاس سیتی اشاره کرد.
وی همچنین در تیم ملی فوتبال Dominican Republic بازی کرده‌است.